# Gärahovs storäng
Gärahovs storäng är ett naturreservat  i Vaggeryds kommun i Jönköpings län i Småland.
Området är skyddat sedan 2003 och är 11 hektar stort. Det är beläget 700 meter söder om Byarums kyrka och består mest av öppen gräsmark, före detta åkermark och lövsumpskog.

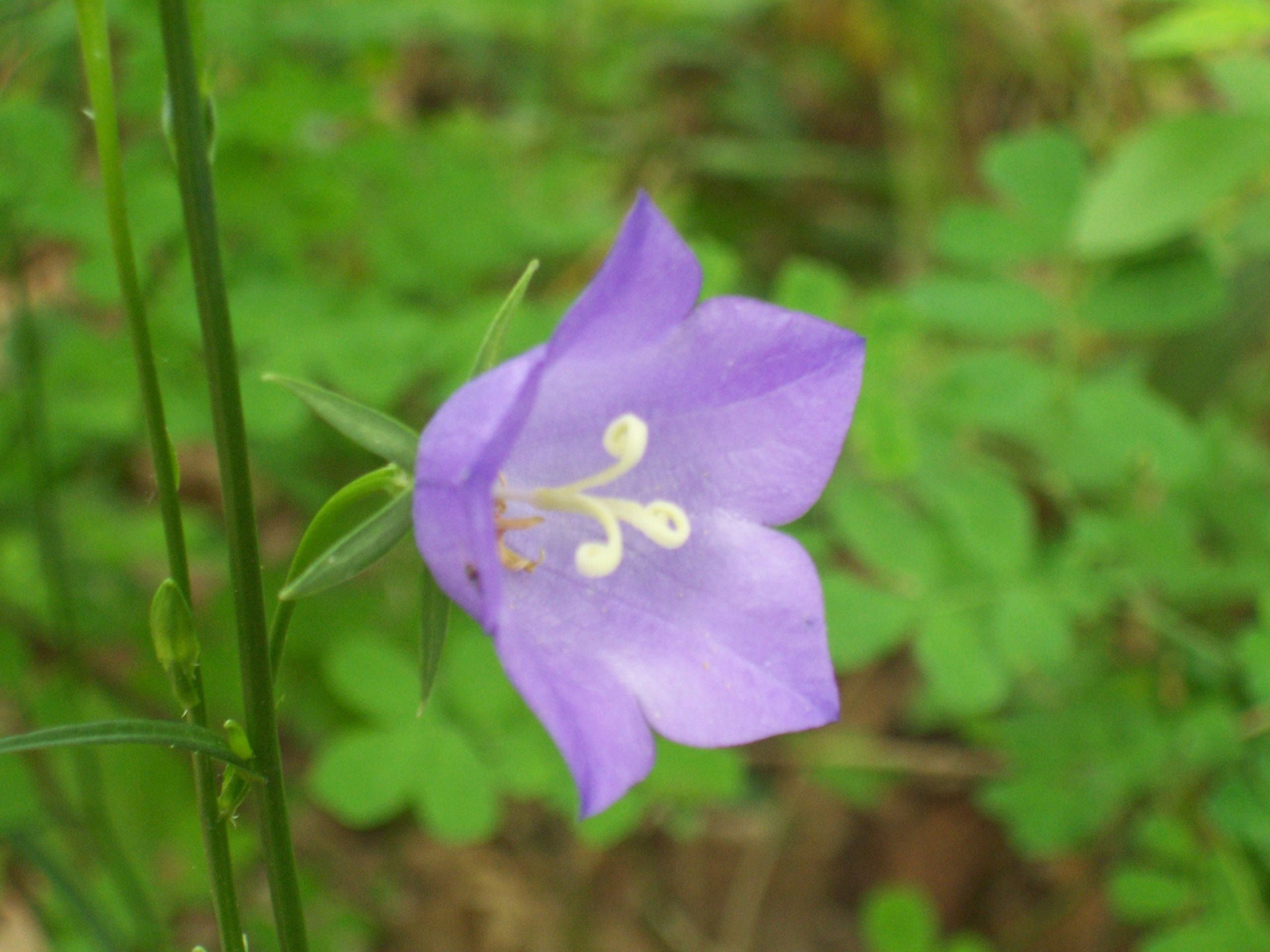
Stor blåklocka

Området är uppbyggt av bergarten syenit, Vaggerydssyenit. Markvegetationen består av torrängar med vissa krävande arter som brudbröd, rödkämpar, gullviva och lundstarr. Där växer även ängshavre, darrgräs, stor blåklocka och solvända. I ett mera fuktigt område i sydväst växer bl.a. brudborste, plattstarr och ormrot. Hela området har varit äng. Döda träd förekommer.
I anslutning till ängen finns en domarring, resta stenar och flera stensättningar. De kulturhistoriska minnena sträcker sig tillbaka till bronsåldern (1700-500 år f Kr).
Nära naturreservatet ligger Byarums hembygdsgård och genom området passerar Höglandsleden.